# Pilotrichella pallidicaulis
Pilotrichella pallidicaulis är en bladmossart som beskrevs av C. Müller 1898. Pilotrichella pallidicaulis ingår i släktet Pilotrichella och familjen Meteoriaceae. Inga underarter finns listade i Catalogue of Life.